# Colan Conhue
Colán Conhué es una localidad y comisión de fomento del Departamento 25 de Mayo, provincia de Río Negro, Argentina. 
Cuenta con el "Hogar Escuela Nº 216", que alberga a niños de la zona que cursan la escuela primaria.

## Ubicación
Se encuentra 100 km al Norte de Ingeniero Jacobacci por la RP 6.

## Población
Contó con 76 habitantes (Indec, 2010), lo que representó un descenso del 20% frente a los 95 habitantes (Indec, 2001) del censo anterior.
El censo 2022 registró una población de 68 habitantes que se repartieron entre 36 hombres y 32 mujeres. Sin embargo, las cifras obtenidas fueron estimativas solo teniendo en cuenta a la población en viviendas particulares; es decir, excluyendo del dato a la población institucional y las personas sin hogar. Gracias a este censo también fue posible conocer su densidad y tamaño urbano.
| Gráfica de evolución demográfica de Colan Conhue entre 1991 y 2022 |
|                                                                    |
| Fuente: Censos nacionales del INDEC                                |